# Goldman Sachs
«Goldman Sachs» (укр. Ґолдман Сакс) — одна з найбільших інвестиційних компаній у США та світі. Заснована  в 1869 зі штаб-квартирою на Мангеттені в Нью-Йорку. Має офіси в Нью-Йорку, Чикаго, Сан-Франциско, Лос-Анджелесі, Солт-Лейк-Сіті, Торонто, Лондоні, Франкфурті, Цюриху, Парижі, Мілані, Москві, Бомбеї, Бангалорі, Гонконгу, Токіо, Дубаї, Сан-Паулу, Пекіні, Тайбеї, Сінгапурі, Сіднеї, Мельбурні, Варшаві.
«Goldman Sachs» є фінансовим консультантом багатьох важливих компаній, урядів країн та багатих сімейств. Він є головним оператором американського казначейства, здійснює для своїх клієнтів придбання, продаж, поглинання компаній, консультації, підписання дозволів на інвестування, торгівлю цінними паперами, приватні інвестиційні угоди, управління активами, тощо.

## Фінансова характеристика
Ринкова капіталізація «Goldman Sachs» (на серпень 2007 року) складала — 72 млрд дол. у 406 млн акцій; 70 % належали фінансовим інституціям.
Дохід (2006) склав  — 37,7 млрд дол.; нето-прибуток — 9,5 млрд дол.
Компанія «Goldman Sachs» мала 30 355 співробітників (2006).
Гасло компанії: «Інтереси наших клієнтів завжди попереду».
З 1999 року, компанія надала близько 100 млн дол. на допомогу студентам для отримання освіти. Названа серед 100 найкращих компаній для роботи.

## Історія
Компанія «Goldman Sachs» була заснована у 1869 році Маркусом Ґолдманом. Згодом до компанії долучився зять Ґолдмана — Самуел Сакс. В 1896 році компанія вийшла на ринок цінних паперів. В 1929 році компанія створила сумнівний фонд для вкладників, який зник під час фінансового краху ринку цінних паперів у 1929. Такого роду афера була названа «Понзі схема».
В 1956 році, компанія «Goldman Sachs» була оператором IPO Форду по торгівлі його цінними паперами на ринку.
У вересні 2022 року, компанія «Goldman Sachs» оголосила про звільнення сотень співробітників по всій компанії, очевидно, внаслідок звіту про прибутки за липень того ж року, який показав значне скорочення прибутків.
На початку серпня 2023 року, Арбітражний суд Москви вирішив заморозити активи «Goldman Sachs», які оцінюють у 36 млн дол. Російська судова система активізувалася через місцевий банк, проти якого запровадили санкції США та інші країни Заходу. Російський банк "Відкриття" повідомив, що американський банк не виконав свої обов'язки за своп-контрактами на 6,4 млн дол. Це нібито й стало головною причиною для замороження активів. Йдеться про акції російських компаній "Сбербанк", "Газпром", "Лукойл" тощо, які згідно з Financial Times, належать фонду Goldman III SICAV. У «Goldman Sachs» в свою чергу наголосили, що вони не змогли виконати свої боргові зобов'язання через санкційні обмеження. Як відомо, «Goldman Sachs» — один з перших американських банків, який вирішив покинути російський ринок після початку російського вторгнення в Україну.

## Компанія
На 2006 рік, компанія «Goldman Sachs» глобально мала 26 500 працівників, прибуток складав 9,54 млрд дол.
Головний виконавчий офіцер — Ллойд Бленкфеін.
Компанія продавала зараз головні американські трасти закордонним інвесторам.
Бізнес компанії розділений на три головних підрозділи:
- Інвестиційний банк;
- Торгівля цінними паперами, валютою, товарами, капіталами;
- Керування капіталами; реєстрація та оперування цінними паперами компаній.